# トマス・アランデル
トマス・アランデル（Thomas Arundel, 1353年 - 1414年2月19日）は、イングランドの聖職者。1396年、そして1399年から亡くなるまでカンタベリー大司教であり、ロラード運動を公に批判した。第10代アランデル伯リチャード・フィッツアランとその妻エレノア・オブ・ランカスター（第3代ランカスター伯ヘンリーの娘）の間の三男で、第11代アランデル伯リチャード・フィッツアランは兄。
トーントンの助祭長などを務める。また、カンタベリー大司教座に移る前まで、1388年からヨーク大司教であった。彼は一度リチャード2世からカンタベリー大司教座を追放され、ロジャー・ウォールデンにその座を渡すこととなったが、1399年、ヘンリー4世によって再びカンタベリー大司教の座に返り咲くこととなる。